# Course en ligne de l'Open de Suède Vårgårda 2022
La 15e édition de la course en ligne de l'Open de Suède Vårgårda a eu lieu le 7 août 2022. Il s'agit de la dix-huitième manche de l'UCI World Tour féminin. Elle est remportée par Audrey Cordon-Ragot après la disqualification de la Néerlandaise Marianne Vos.

## Parcours
Le parcours commence par un grand tour long de 37,7 km avec deux secteurs forestiers. Le circuit urbain traditionnel de la course, long de 11 km, est ensuite emprunté huit fois.

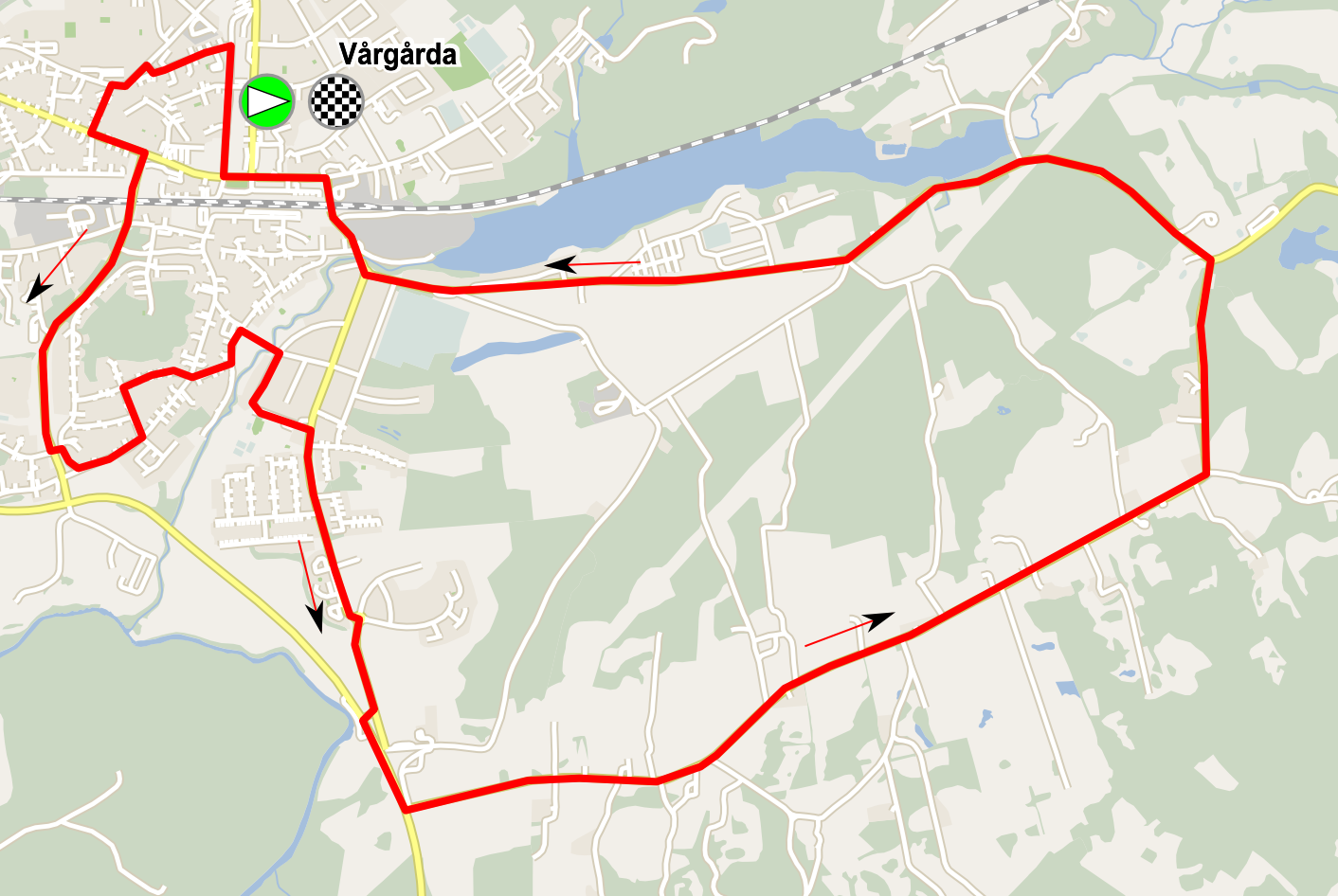
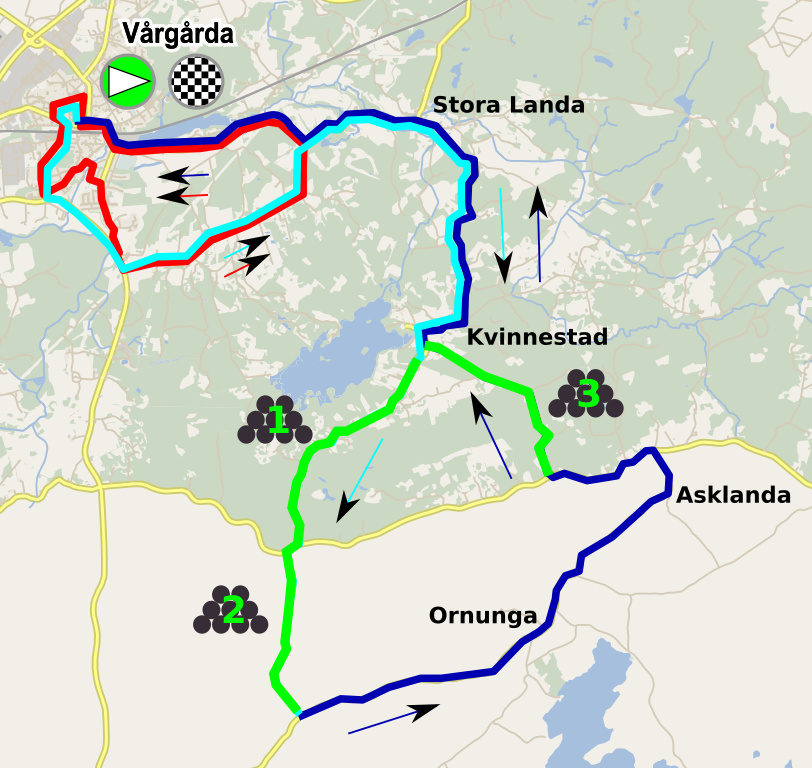

- - Circuit court, 11 km, parcouru 8 fois au total
- - Circuit court, 11 km, parcouru 8 fois au total
  - Circuit long, 37,7 km, parcouru 1 fois, aller
  - Circuit long, 37,7 km, parcouru 1 fois, retour

## Équipes
| UCI Women's WorldTeams (10)- Team BikeExchange-Jayco - Canyon-SRAM Racing - FDJ-Suez - Team Jumbo-Visma - Liv Racing Xstra - Movistar Team - Roland Cogeas-Edelweiss Squad - Team DSM - SD Worx - Trek-Segafredo Équipes féminines continentales (4)- Ceratizit-WNT Pro Cycling - Coop-Hitec Products - Parkhotel Valkenburg - Valcar-Travel & Service Équipe nationale- Suède |
| |

## Récit de la course
Stine Borgli est la première échappée. Elle est reprise à soixante-huit kilomètres de l'arrivée. Jade Wiel part ensuite. Elle reste sept kilomètres en tête. Alicia González est également briévement en tête. Dans l'avant-dernier tour, Ellen van Dijk accélère, cela combinée à une attaque d'Audrey Cordon-Ragot, provoque la formation d'un groupe de tête d'environ vingt coureuses. À treize kilomètres de la ligne, la Française passe de nouveau à l'offensive. Elle est suivie par Marianne Vos, Valerie Demey et Pfeiffer Georgi. Vos et Cordon se relaient, tandis que Demey et Georgi restent dans les roues. Leur avance grandit néanmoins. Georgi attaque au kilomètre, mais Vos est vigilante. Au sprint, la Néerlandaise s'impose devant Audrey Cordon-Ragot. Près de trente minutes après l'arrivée, Marianne Vos apprend sa disqualification. Elle a en effet utilisé, certes très briévement, une position sur le guidon interdite par le règlement UCI juste après la formation de l'échappée,.

## Classements

### Classement final
| \| Classement général \| Classement général \| Classement général \| Classement général \| Classement général \| \| Coureuse \| Coureuse \| Pays \| Équipe \| Temps \| \| ------------------ \| ------------------- \| ------------------ \| ----------------------------- \| ------------------ \| \| 1re \| Audrey Cordon-Ragot \| France \| Trek-Segafredo \| 3 h 10 min 47 s \| \| 2e \| Pfeiffer Georgi \| Royaume-Uni \| Team DSM \| + 0 s \| \| 3e \| Valerie Demey \| Belgique \| Liv Racing Xstra \| + 6 s \| \| 4e \| Lorena Wiebes \| Pays-Bas \| Team DSM \| + 10 s \| \| 5e \| Barbara Guarischi \| Italie \| Movistar Team \| + 12 s \| \| 6e \| Tamara Dronova \| Russie \| Roland Cogeas-Edelweiss Squad \| + 12 s \| \| 7e \| Nicole Steigenga \| Pays-Bas \| Coop-Hitec Products \| + 12 s \| \| 8e \| Tereza Neumanová \| Tchéquie \| Liv Racing Xstra \| + 12 s \| \| 9e \| Emilia Fahlin \| Suède \| FDJ-Suez-Futuroscope \| + 12 s \| \| 10e \| Shari Bossuyt \| Belgique \| Canyon-SRAM Racing \| + 12 s \| |                     |             |                               |                 |
| |                     |             |                               |                 |
| |                     |             |                               |                 |
| Classement général |                     |             |                               |                 |
| Coureuse | Coureuse            | Pays        | Équipe                        | Temps           |
| 1re | Audrey Cordon-Ragot | France      | Trek-Segafredo                | 3 h 10 min 47 s |
| 2e | Pfeiffer Georgi     | Royaume-Uni | Team DSM                      | + 0 s           |
| 3e | Valerie Demey       | Belgique    | Liv Racing Xstra              | + 6 s           |
| 4e | Lorena Wiebes       | Pays-Bas    | Team DSM                      | + 10 s          |
| 5e | Barbara Guarischi   | Italie      | Movistar Team                 | + 12 s          |
| 6e | Tamara Dronova      | Russie      | Roland Cogeas-Edelweiss Squad | + 12 s          |
| 7e | Nicole Steigenga    | Pays-Bas    | Coop-Hitec Products           | + 12 s          |
| 8e | Tereza Neumanová    | Tchéquie    | Liv Racing Xstra              | + 12 s          |
| 9e | Emilia Fahlin       | Suède       | FDJ-Suez-Futuroscope          | + 12 s          |
| 10e | Shari Bossuyt       | Belgique    | Canyon-SRAM Racing            | + 12 s          |

### UCI World Tour

#### Points attribués
| Position           | 1er | 2e  | 3e  | 4e  | 5e  | 6e  | 7e  | 8e  | 9e | 10e | 11e | 12e | 13e | 14e | 15e | 16e à 20e | 21e à 30e | 31e à 40e |
| Classement général | 400 | 320 | 260 | 220 | 180 | 140 | 120 | 100 | 80 | 68  | 56  | 48  | 40  | 32  | 28  | 24        | 16        | 8         |

| Classement par points | Classement par points | Classement par points | Classement par points   | Classement par points |
| Coureuse              | Coureuse              | Pays                  | Équipe                  | Points                |
| --------------------- | --------------------- | --------------------- | ----------------------- | --------------------- |
| 1re                   | Annemiek van Vleuten  | Pays-Bas              | Movistar Team           | 2743 pts              |
| 2e                    | Demi Vollering        | Pays-Bas              | SD Worx                 | 2540 pts              |
| 3e                    | Elisa Balsamo         | Italie                | Trek-Segafredo          | 2325 pts              |
| 4e                    | Lotte Kopecky         | Belgique              | SD Worx                 | 2293 pts              |
| 5e                    | Lorena Wiebes         | Pays-Bas              | Team DSM                | 2064 pts              |
| 6e                    | Elisa Longo Borghini  | Italie                | Trek-Segafredo          | 1986 pts              |
| 7e                    | Marta Cavalli         | Italie                | FDJ-Suez-Futuroscope    | 1902 pts              |
| 8e                    | Katarzyna Niewiadoma  | Pologne               | Canyon-SRAM Racing      | 1444 pts              |
| 9e                    | Juliette Labous       | France                | Team DSM                | 1267 pts              |
| 10e                   | Silvia Persico        | Italie                | Valcar-Travel & Service | 1205 pts              |

| Classement par points | Classement par points | Classement par points | Classement par points   | Classement par points |
| Coureuse              | Coureuse              | Pays                  | Équipe                  | Points                |
| --------------------- | --------------------- | --------------------- | ----------------------- | --------------------- |
| 1re                   | Annemiek van Vleuten  | Pays-Bas              | Movistar Team           | 2743 pts              |
| 2e                    | Demi Vollering        | Pays-Bas              | SD Worx                 | 2540 pts              |
| 3e                    | Elisa Balsamo         | Italie                | Trek-Segafredo          | 2325 pts              |
| 4e                    | Lotte Kopecky         | Belgique              | SD Worx                 | 2293 pts              |
| 5e                    | Lorena Wiebes         | Pays-Bas              | Team DSM                | 2064 pts              |
| 6e                    | Elisa Longo Borghini  | Italie                | Trek-Segafredo          | 1986 pts              |
| 7e                    | Marta Cavalli         | Italie                | FDJ-Suez-Futuroscope    | 1902 pts              |
| 8e                    | Katarzyna Niewiadoma  | Pologne               | Canyon-SRAM Racing      | 1444 pts              |
| 9e                    | Juliette Labous       | France                | Team DSM                | 1267 pts              |
| 10e                   | Silvia Persico        | Italie                | Valcar-Travel & Service | 1205 pts              |

| Classement du meilleur jeune | Classement du meilleur jeune | Classement du meilleur jeune | Classement du meilleur jeune | Classement du meilleur jeune |
| Coureuse                     | Coureuse                     | Pays                         | Équipe                       | Points                       |
| ---------------------------- | ---------------------------- | ---------------------------- | ---------------------------- | ---------------------------- |
| 1re                          | Shirin van Anrooij           | Pays-Bas                     | Trek-Segafredo               | 48 pts                       |
| 2e                           | Niamh Fisher-Black           | Nouvelle-Zélande             | SD Worx                      | 30 pts                       |
| 3e                           | Pfeiffer Georgi              | Royaume-Uni                  | Team DSM                     | 28 pts                       |
| 4e                           | Julia Borgström              | Suède                        | Suède                        | 18 pts                       |
| 5e                           | Mischa Bredewold             | Pays-Bas                     | Parkhotel Valkenburg         | 12 pts                       |
| 6e                           | Shari Bossuyt                | Belgique                     | Canyon-SRAM Racing           | 10 pts                       |
| 7e                           | Anna Shackley                | Royaume-Uni                  | SD Worx                      | 8 pts                        |
| 8e                           | Tiril Jørgensen              | Norvège                      | Coop-Hitec Products          | 6 pts                        |
| 9e                           | Lonneke Uneken               | Pays-Bas                     | SD Worx                      | 6 pts                        |
| 10e                          | Blanka Vas                   | Hongrie                      | SD Worx                      | 6 pts                        |

| Classement du meilleur jeune | Classement du meilleur jeune | Classement du meilleur jeune | Classement du meilleur jeune | Classement du meilleur jeune |
| Coureuse                     | Coureuse                     | Pays                         | Équipe                       | Points                       |
| ---------------------------- | ---------------------------- | ---------------------------- | ---------------------------- | ---------------------------- |
| 1re                          | Shirin van Anrooij           | Pays-Bas                     | Trek-Segafredo               | 48 pts                       |
| 2e                           | Niamh Fisher-Black           | Nouvelle-Zélande             | SD Worx                      | 30 pts                       |
| 3e                           | Pfeiffer Georgi              | Royaume-Uni                  | Team DSM                     | 28 pts                       |
| 4e                           | Julia Borgström              | Suède                        | Suède                        | 18 pts                       |
| 5e                           | Mischa Bredewold             | Pays-Bas                     | Parkhotel Valkenburg         | 12 pts                       |
| 6e                           | Shari Bossuyt                | Belgique                     | Canyon-SRAM Racing           | 10 pts                       |
| 7e                           | Anna Shackley                | Royaume-Uni                  | SD Worx                      | 8 pts                        |
| 8e                           | Tiril Jørgensen              | Norvège                      | Coop-Hitec Products          | 6 pts                        |
| 9e                           | Lonneke Uneken               | Pays-Bas                     | SD Worx                      | 6 pts                        |
| 10e                          | Blanka Vas                   | Hongrie                      | SD Worx                      | 6 pts                        |

| Classement par équipes aux points | Classement par équipes aux points | Classement par équipes aux points | Classement par équipes aux points |
| Équipe                            | Équipe                            | Pays                              | Points                            |
| --------------------------------- | --------------------------------- | --------------------------------- | --------------------------------- |
| 1re                               | SD Worx                           | Pays-Bas                          | 9581 pts                          |
| 2e                                | Trek-Segafredo                    | États-Unis                        | 7514 pts                          |
| 3e                                | FDJ-Suez                          | France                            | 6442 pts                          |
| 4e                                | Team DSM                          | Pays-Bas                          | 6370 pts                          |
| 5e                                | Movistar Team                     | Espagne                           | 5136 pts                          |
| 6e                                | Canyon-SRAM Racing                | Allemagne                         | 4983 pts                          |
| 7e                                | Team Jumbo-Visma                  | Pays-Bas                          | 3315 pts                          |
| 8e                                | UAE Team ADQ                      | Émirats arabes unis               | 2921 pts                          |
| 9e                                | Valcar-Travel & Service           | Italie                            | 2588 pts                          |
| 10e                               | Team BikeExchange-Jayco           | Australie                         | 2083 pts                          |

| Classement par équipes aux points | Classement par équipes aux points | Classement par équipes aux points | Classement par équipes aux points |
| Équipe                            | Équipe                            | Pays                              | Points                            |
| --------------------------------- | --------------------------------- | --------------------------------- | --------------------------------- |
| 1re                               | SD Worx                           | Pays-Bas                          | 9581 pts                          |
| 2e                                | Trek-Segafredo                    | États-Unis                        | 7514 pts                          |
| 3e                                | FDJ-Suez                          | France                            | 6442 pts                          |
| 4e                                | Team DSM                          | Pays-Bas                          | 6370 pts                          |
| 5e                                | Movistar Team                     | Espagne                           | 5136 pts                          |
| 6e                                | Canyon-SRAM Racing                | Allemagne                         | 4983 pts                          |
| 7e                                | Team Jumbo-Visma                  | Pays-Bas                          | 3315 pts                          |
| 8e                                | UAE Team ADQ                      | Émirats arabes unis               | 2921 pts                          |
| 9e                                | Valcar-Travel & Service           | Italie                            | 2588 pts                          |
| 10e                               | Team BikeExchange-Jayco           | Australie                         | 2083 pts                          |

## Liste des participantes
| Légende | Légende                                                                    | Légende | Légende                                                    |
| ------- | -------------------------------------------------------------------------- | ------- | ---------------------------------------------------------- |
| Num     | Dossard de départ porté par le coureur sur cet Open de Suède Vårgårda      | Pos     | Position à l'arrivée de la course                          |
|         | Indique un maillot de champion national ou mondial, suivi de sa spécialité | NP      | Indique un coureur qui n'a pas pris le départ de la course |
| AB      | Indique un coureur qui n'a pas terminé la course                           | HD      | Indique un coureur qui a terminé la course hors des délais |

| Canyon-SRAM Racing CSR | Canyon-SRAM Racing CSR     | Canyon-SRAM Racing CSR |
| ---------------------- | -------------------------- | ---------------------- |
| Num                    | Coureuse                   | Pos                    |
| 11                     | Shari Bossuyt (BEL)        | 10e                    |
| 12                     | Neve Bradbury (AUS)        | 59e                    |
| 13                     | Maud Oudeman (NED)         | 66e                    |
| 14                     | Alena Amialiusik (BLR)     | 58e                    |
| 15                     | Pauliena Rooijakkers (NED) | 41e                    |

| FDJ-Suez-Futuroscope FSF | FDJ-Suez-Futuroscope FSF | FDJ-Suez-Futuroscope FSF |
| ------------------------ | ------------------------ | ------------------------ |
| Num                      | Coureuse                 | Pos                      |
| 21                       | Stine Borgli (NOR)       | 55e                      |
| 22                       | Eugénie Duval (FRA)      | 27e                      |
| 23                       | Emilia Fahlin (SWE)      | 9e                       |
| 24                       | Maëlle Grossetête (FRA)  | 37e                      |
| 25                       | Vittoria Guazzini (ITA)  | 32e                      |
| 26                       | Jade Wiel (FRA)          | 56e                      |

| Liv Racing Xstra LIV | Liv Racing Xstra LIV           | Liv Racing Xstra LIV |
| -------------------- | ------------------------------ | -------------------- |
| Num                  | Coureuse                       | Pos                  |
| 31                   | Tereza Neumanová (CZE) (route) | 8e                   |
| 32                   | Marta Jaskulska (POL)          | 34e                  |
| 33                   | Quinty Ton (NED)               | 23e                  |
| 34                   | Katia Ragusa (ITA)             | 35e                  |
| 35                   | Valerie Demey (BEL)            | 3e                   |
| 36                   | Jeanne Korevaar (NED)          | 29e                  |

| Movistar Team MOV | Movistar Team MOV         | Movistar Team MOV |
| ----------------- | ------------------------- | ----------------- |
| Num               | Coureuse                  | Pos               |
| 41                | Jelena Erić (SRB) (route) | 33e               |
| 42                | Alicia González (ESP)     | 17e               |
| 43                | Barbara Guarischi (ITA)   | 5e                |
| 44                | Sara Martín (ESP)         | 51e               |
| 45                | Lourdes Oyarbide (ESP)    | 54e               |
| 46                | Gloria Rodríguez (ESP)    | AB                |

| Roland Cogeas-Edelweiss Squad CGS | Roland Cogeas-Edelweiss Squad CGS | Roland Cogeas-Edelweiss Squad CGS |
| --------------------------------- | --------------------------------- | --------------------------------- |
| Num                               | Coureuse                          | Pos                               |
| 51                                | Tamara Dronova (RUS) (route)      | 6e                                |
| 52                                | Hannah Buch (GER)                 | 64e                               |
| 53                                | Léa Stern (SUI)                   | AB                                |
| 54                                | Caroline Chauveau (SUI)           | AB                                |

| Team BikeExchange-Jayco BEX | Team BikeExchange-Jayco BEX | Team BikeExchange-Jayco BEX |
| --------------------------- | --------------------------- | --------------------------- |
| Num                         | Coureuse                    | Pos                         |
| 61                          | Urška Žigart (SLO)          | 60e                         |
| 62                          | Arianna Fidanza (ITA)       | 12e                         |
| 63                          | Nina Kessler (NED)          | 16e                         |
| 64                          | Jessica Allen (AUS)         | 36e                         |
| 65                          | Wei Shi Chelsie Tan (SGP)   | 61e                         |

| Team DSM DSM | Team DSM DSM           | Team DSM DSM |
| ------------ | ---------------------- | ------------ |
| Num          | Coureuse               | Pos          |
| 71           | Francesca Barale (ITA) | 62e          |
| 72           | Pfeiffer Georgi (GBR)  | 2e           |
| 73           | Floortje Mackaij (NED) | 11e          |
| 74           | Esmée Peperkamp (NED)  | 50e          |
| 75           | Lorena Wiebes (NED)    | 4e           |
| 76           | Elise Uijen (NED)      | 44e          |

| Team Jumbo-Visma TJV | Team Jumbo-Visma TJV   | Team Jumbo-Visma TJV |
| -------------------- | ---------------------- | -------------------- |
| Num                  | Coureuse               | Pos                  |
| 81                   | Marianne Vos (NED)     | DQ                   |
| 82                   | Romy Kasper (GER)      | 30e                  |
| 83                   | Karlijn Swinkels (NED) | 14e                  |
| 84                   | Anouska Koster (NED)   | 22e                  |
| 85                   | Linda Riedmann (GER)   | 40e                  |
| 86                   | Amber Kraak (NED)      | 26e                  |

| SD Worx SDW | SD Worx SDW                       | SD Worx SDW |
| ----------- | --------------------------------- | ----------- |
| Num         | Coureuse                          | Pos         |
| 91          | Chantal van den Broek-Blaak (NED) | 57e         |
| 92          | Christine Majerus (LUX) (route)   | 42e         |
| 93          | Elena Cecchini (ITA)              | AB          |
| 94          | Demi Vollering (NED)              | 24e         |
| 95          | Blanka Vas (HUN) (route)          | 28e         |

| Trek-Segafredo TFS | Trek-Segafredo TFS                | Trek-Segafredo TFS |
| ------------------ | --------------------------------- | ------------------ |
| Num                | Coureuse                          | Pos                |
| 101                | Audrey Cordon-Ragot (FRA) (route) | 1re                |
| 102                | Lauretta Hanson (AUS)             | AB                 |
| 103                | Chloe Hosking (AUS)               | AB                 |
| 104                | Shirin van Anrooij (NED)          | 21e                |
| 105                | Ellen van Dijk (NED) (route)      | 25e                |
| 106                | Amalie Dideriksen (DEN)           | AB                 |

| Ceratizit-WNT Pro Cycling WNT | Ceratizit-WNT Pro Cycling WNT | Ceratizit-WNT Pro Cycling WNT |
| ----------------------------- | ----------------------------- | ----------------------------- |
| Num                           | Coureuse                      | Pos                           |
| 111                           | Hanna Nilsson (SWE)           | AB                            |
| 112                           | Lara Vieceli (ITA)            | 47e                           |
| 113                           | Lea Lin Teutenberg (GER)      | 18e                           |
| 114                           | Clea Seidel (GER)             | AB                            |
| 115                           | Lana Eberle (GER)             | 65e                           |
| 116                           | Franziska Brauße (GER)        | AB                            |

| Parkhotel Valkenburg PHV | Parkhotel Valkenburg PHV   | Parkhotel Valkenburg PHV |
| ------------------------ | -------------------------- | ------------------------ |
| Num                      | Coureuse                   | Pos                      |
| 121                      | Femke Markus (NED)         | 39e                      |
| 122                      | Kirstie van Haaften (NED)  | 48e                      |
| 123                      | Mischa Bredewold (NED)     | 19e                      |
| 124                      | Lieke Nooijen (NED)        | 67e                      |
| 125                      | Femke Gerritse (NED)       | 38e                      |
| 126                      | Rosalie Van der Wolf (NED) | 70e                      |

| Coop-Hitec Products HPU | Coop-Hitec Products HPU  | Coop-Hitec Products HPU |
| ----------------------- | ------------------------ | ----------------------- |
| Num                     | Coureuse                 | Pos                     |
| 131                     | Lena Soland (NOR)        | AB                      |
| 132                     | Ane Iversen (NOR)        | 71e                     |
| 133                     | Caroline Andersson (SWE) | 49e                     |
| 134                     | Sylvie Swinkels (NED)    | 46e                     |
| 135                     | Nicole Steigenga (NED)   | 7e                      |
| 136                     | Emma Boogaard (NED)      | 72e                     |

| Valcar-Travel & Service VAL | Valcar-Travel & Service VAL       | Valcar-Travel & Service VAL |
| --------------------------- | --------------------------------- | --------------------------- |
| Num                         | Coureuse                          | Pos                         |
| 141                         | Elizabeth Stannard (AUS)          | 63e                         |
| 142                         | Karolina Kumięga (POL)            | 15e                         |
| 143                         | Anastasia Carbonari (LAT) (route) | 31e                         |
| 144                         | Elena Pirrone (ITA)               | 53e                         |
| 145                         | Federica Piergiovanni (ITA)       | 68e                         |

| Suède SWE | Suède SWE         | Suède SWE |
| --------- | ----------------- | --------- |
| Num       | Coureuse          | Pos       |
| 151       | Nathalie Eklund   | 20e       |
| 152       | Matilda Frantzich | 45e       |
| 153       | Julia Borgström   | 13e       |
| 154       | Karin Söderqvist  | 52e       |
| 155       | Clara Lundmark    | 43e       |
| 156       | Hanna Johansson   | 69e       |

| Canyon-SRAM Racing CSR | Canyon-SRAM Racing CSR     | Canyon-SRAM Racing CSR |
| ---------------------- | -------------------------- | ---------------------- |
| Num                    | Coureuse                   | Pos                    |
| 11                     | Shari Bossuyt (BEL)        | 10e                    |
| 12                     | Neve Bradbury (AUS)        | 59e                    |
| 13                     | Maud Oudeman (NED)         | 66e                    |
| 14                     | Alena Amialiusik (BLR)     | 58e                    |
| 15                     | Pauliena Rooijakkers (NED) | 41e                    |

| FDJ-Suez-Futuroscope FSF | FDJ-Suez-Futuroscope FSF | FDJ-Suez-Futuroscope FSF |
| ------------------------ | ------------------------ | ------------------------ |
| Num                      | Coureuse                 | Pos                      |
| 21                       | Stine Borgli (NOR)       | 55e                      |
| 22                       | Eugénie Duval (FRA)      | 27e                      |
| 23                       | Emilia Fahlin (SWE)      | 9e                       |
| 24                       | Maëlle Grossetête (FRA)  | 37e                      |
| 25                       | Vittoria Guazzini (ITA)  | 32e                      |
| 26                       | Jade Wiel (FRA)          | 56e                      |

| Liv Racing Xstra LIV | Liv Racing Xstra LIV           | Liv Racing Xstra LIV |
| -------------------- | ------------------------------ | -------------------- |
| Num                  | Coureuse                       | Pos                  |
| 31                   | Tereza Neumanová (CZE) (route) | 8e                   |
| 32                   | Marta Jaskulska (POL)          | 34e                  |
| 33                   | Quinty Ton (NED)               | 23e                  |
| 34                   | Katia Ragusa (ITA)             | 35e                  |
| 35                   | Valerie Demey (BEL)            | 3e                   |
| 36                   | Jeanne Korevaar (NED)          | 29e                  |

| Movistar Team MOV | Movistar Team MOV         | Movistar Team MOV |
| ----------------- | ------------------------- | ----------------- |
| Num               | Coureuse                  | Pos               |
| 41                | Jelena Erić (SRB) (route) | 33e               |
| 42                | Alicia González (ESP)     | 17e               |
| 43                | Barbara Guarischi (ITA)   | 5e                |
| 44                | Sara Martín (ESP)         | 51e               |
| 45                | Lourdes Oyarbide (ESP)    | 54e               |
| 46                | Gloria Rodríguez (ESP)    | AB                |

| Roland Cogeas-Edelweiss Squad CGS | Roland Cogeas-Edelweiss Squad CGS | Roland Cogeas-Edelweiss Squad CGS |
| --------------------------------- | --------------------------------- | --------------------------------- |
| Num                               | Coureuse                          | Pos                               |
| 51                                | Tamara Dronova (RUS) (route)      | 6e                                |
| 52                                | Hannah Buch (GER)                 | 64e                               |
| 53                                | Léa Stern (SUI)                   | AB                                |
| 54                                | Caroline Chauveau (SUI)           | AB                                |

| Team BikeExchange-Jayco BEX | Team BikeExchange-Jayco BEX | Team BikeExchange-Jayco BEX |
| --------------------------- | --------------------------- | --------------------------- |
| Num                         | Coureuse                    | Pos                         |
| 61                          | Urška Žigart (SLO)          | 60e                         |
| 62                          | Arianna Fidanza (ITA)       | 12e                         |
| 63                          | Nina Kessler (NED)          | 16e                         |
| 64                          | Jessica Allen (AUS)         | 36e                         |
| 65                          | Wei Shi Chelsie Tan (SGP)   | 61e                         |

| Team DSM DSM | Team DSM DSM           | Team DSM DSM |
| ------------ | ---------------------- | ------------ |
| Num          | Coureuse               | Pos          |
| 71           | Francesca Barale (ITA) | 62e          |
| 72           | Pfeiffer Georgi (GBR)  | 2e           |
| 73           | Floortje Mackaij (NED) | 11e          |
| 74           | Esmée Peperkamp (NED)  | 50e          |
| 75           | Lorena Wiebes (NED)    | 4e           |
| 76           | Elise Uijen (NED)      | 44e          |

| Team Jumbo-Visma TJV | Team Jumbo-Visma TJV   | Team Jumbo-Visma TJV |
| -------------------- | ---------------------- | -------------------- |
| Num                  | Coureuse               | Pos                  |
| 81                   | Marianne Vos (NED)     | DQ                   |
| 82                   | Romy Kasper (GER)      | 30e                  |
| 83                   | Karlijn Swinkels (NED) | 14e                  |
| 84                   | Anouska Koster (NED)   | 22e                  |
| 85                   | Linda Riedmann (GER)   | 40e                  |
| 86                   | Amber Kraak (NED)      | 26e                  |

| SD Worx SDW | SD Worx SDW                       | SD Worx SDW |
| ----------- | --------------------------------- | ----------- |
| Num         | Coureuse                          | Pos         |
| 91          | Chantal van den Broek-Blaak (NED) | 57e         |
| 92          | Christine Majerus (LUX) (route)   | 42e         |
| 93          | Elena Cecchini (ITA)              | AB          |
| 94          | Demi Vollering (NED)              | 24e         |
| 95          | Blanka Vas (HUN) (route)          | 28e         |

| Trek-Segafredo TFS | Trek-Segafredo TFS                | Trek-Segafredo TFS |
| ------------------ | --------------------------------- | ------------------ |
| Num                | Coureuse                          | Pos                |
| 101                | Audrey Cordon-Ragot (FRA) (route) | 1re                |
| 102                | Lauretta Hanson (AUS)             | AB                 |
| 103                | Chloe Hosking (AUS)               | AB                 |
| 104                | Shirin van Anrooij (NED)          | 21e                |
| 105                | Ellen van Dijk (NED) (route)      | 25e                |
| 106                | Amalie Dideriksen (DEN)           | AB                 |

| Ceratizit-WNT Pro Cycling WNT | Ceratizit-WNT Pro Cycling WNT | Ceratizit-WNT Pro Cycling WNT |
| ----------------------------- | ----------------------------- | ----------------------------- |
| Num                           | Coureuse                      | Pos                           |
| 111                           | Hanna Nilsson (SWE)           | AB                            |
| 112                           | Lara Vieceli (ITA)            | 47e                           |
| 113                           | Lea Lin Teutenberg (GER)      | 18e                           |
| 114                           | Clea Seidel (GER)             | AB                            |
| 115                           | Lana Eberle (GER)             | 65e                           |
| 116                           | Franziska Brauße (GER)        | AB                            |

| Parkhotel Valkenburg PHV | Parkhotel Valkenburg PHV   | Parkhotel Valkenburg PHV |
| ------------------------ | -------------------------- | ------------------------ |
| Num                      | Coureuse                   | Pos                      |
| 121                      | Femke Markus (NED)         | 39e                      |
| 122                      | Kirstie van Haaften (NED)  | 48e                      |
| 123                      | Mischa Bredewold (NED)     | 19e                      |
| 124                      | Lieke Nooijen (NED)        | 67e                      |
| 125                      | Femke Gerritse (NED)       | 38e                      |
| 126                      | Rosalie Van der Wolf (NED) | 70e                      |

| Coop-Hitec Products HPU | Coop-Hitec Products HPU  | Coop-Hitec Products HPU |
| ----------------------- | ------------------------ | ----------------------- |
| Num                     | Coureuse                 | Pos                     |
| 131                     | Lena Soland (NOR)        | AB                      |
| 132                     | Ane Iversen (NOR)        | 71e                     |
| 133                     | Caroline Andersson (SWE) | 49e                     |
| 134                     | Sylvie Swinkels (NED)    | 46e                     |
| 135                     | Nicole Steigenga (NED)   | 7e                      |
| 136                     | Emma Boogaard (NED)      | 72e                     |

| Valcar-Travel & Service VAL | Valcar-Travel & Service VAL       | Valcar-Travel & Service VAL |
| --------------------------- | --------------------------------- | --------------------------- |
| Num                         | Coureuse                          | Pos                         |
| 141                         | Elizabeth Stannard (AUS)          | 63e                         |
| 142                         | Karolina Kumięga (POL)            | 15e                         |
| 143                         | Anastasia Carbonari (LAT) (route) | 31e                         |
| 144                         | Elena Pirrone (ITA)               | 53e                         |
| 145                         | Federica Piergiovanni (ITA)       | 68e                         |

| Suède SWE | Suède SWE         | Suède SWE |
| --------- | ----------------- | --------- |
| Num       | Coureuse          | Pos       |
| 151       | Nathalie Eklund   | 20e       |
| 152       | Matilda Frantzich | 45e       |
| 153       | Julia Borgström   | 13e       |
| 154       | Karin Söderqvist  | 52e       |
| 155       | Clara Lundmark    | 43e       |
| 156       | Hanna Johansson   | 69e       |

### Prix
Les prix suivants sont distribués :
| Position | 1er     | 2e      | 3e    | 4e    | 5e    | 6e    | 7e    | 8e    | 9e    | 10e   |
| Prix     | 1 690 € | 1 250 € | 840 € | 505 € | 425 € | 370 € | 335 € | 290 € | 250 € | 220 € |

En sus, les coureuses placées de la 11e à la 15e place gagnent 175 € et de la 16e à la 20e place gagnent 130 €.